# Municipio de San Miguel Santa Flor
El municipio de San Miguel Santa Flor es uno de los 570 municipios que conforman al estado mexicano de Oaxaca. Pertenece al distrito de Cuicatlán, dentro de la Región Sierra de Flores Magón. Su cabecera es la localidad de San Miguel Santa Flor.

## Características generales
El municipio San Miguel Santa Flor: 276. Microrregión Cañada: 12. Distrito Cuicatlan: 5. Región Cañada: 1.
En tanto los primeros habitantes son originarios de Cuyamecalco Villa de Zaragoza, que llegaron hace más de 150 años rentando predios a los vecinos de San Francisco Chapulapa. Cuando la población empezó a crecer se hizo agencia de policía de San Francisco Chapulapa. Quienes optaron por vender estas tierras. Constituyéndose así el municipio de San Miguel Santa Flor. El nombre es en honor a San Miguel Arcángel, y Santa Flor, debido a que los primeros pobladores, cultivaron flores, principalmente la flor de "cartucho" o alcatraz que debido a su abundancia era admirada por los pueblos circunvecinos y de ahí que calificaron como santa a esta flor.
Actividad económica: la mayoría de los habitantes se dedica al cultivo del maíz, frijol y algunos frutos como: manzanas, nuez y aguacate.
Población: municipio: 801 habitantes
Cabecera: 516 habitantes
Gobierno: régimen político basado en usos y costumbres, donde el gobierno presidencial representativo dura 3 años.
Cronología de Hechos Históricos
Año
Acontecimiento
1903
Se nombró el Primer Alcalde Único Constitucional
1974
Se construyó el camino de acceso
1983
Se construyó el suministro de energía eléctrica

Localidades: Agua Ceniza, Peña Ardilla, Palo Mora, Cerro Pelon, Peña Colorada, Palo Aguacate, Llano Nopal Y Cerro Culebra
Infraestructura: Jardín de Niños: 1, Escuelas Primarias: 2, Escuela Telesecundaria: 1, 
Bachillerato A Distancia: 1, Salón De Usos Múltiples: 1, Biblioteca Pública (En Construcción).
Salud: Unidad Médica IMSS-Oportunidades.
Deporte: Canchas de Basquetbol: 2
Hidrografía: Este municipio cuenta con los siguientes ríos: Río Agua Fría, Río Tres Aguas, Río de San Miguel, Pozo Agua Ceniza, Ojo de Agua.
Clima: Clima frío con lluvias en verano
Gastronomía: Mole negro de guajolote y guisado de chapoquelite.
Fortalezas: usos y costumbres, participación en tequios, conservación de la lengua, 
gente alegre y cooperativa, suficiente agua para consumo, tierras productivas
producción de aguacate y frutas, además de no haber contaminación.
1.- Símbolo local: las montañas. 2.-Logotipo: agua abundante. 3.- Frase: tierra bendita
4.- Atractivo espacial: las truchas. 5.- Animal pintoresco: la ardilla. 6.- Flor típica: alcatraz.
7.- Árbol atractivo: durazno. 8.- Piedra autóctona: mármol. 9.- Color representativo: verde vida.10.- Comida distintiva: tamales de amarillo. 11.- Fiesta patronal: San Miguel Arcángel
12.- Baile particular: carnaval. 13 Artesanía diferencial: comal de barro.
Fuente:
http://www.inafed.gob.mx/work/enciclopedia/EMM20oaxaca/municipios/20276a.html Archivado el 24 de septiembre de 2015 en Wayback Machine.